# 兩個人的小森林
《兩個人的小森林》（英語：A Romance of the Little Forest），2022年中国大陆都市爱情喜剧。由蔡聰执导，虞书欣、張彬彬领衔主演。2021年10月16日杀青。2022年9月15日在優酷視頻宠爱剧场首播，台灣OTT由LINE TV 全台首播。LiTV 線上影視全劇上架。

## 演員
- 虞书欣 飾 虞美人，網名「美人鱼有大长腿」的美妝網紅，鳥類學博士 ，庄羽的女朋友
- 張彬彬 飾 庄羽，植物學教授，簡桃集團富二代，虞美人的男朋友
- 厲嘉琪 飾 李甜甜，虞美人閨蜜，靳希的女朋友
- 丁冠森 饰靳希，虞美人公司的老闆，李甜甜的男朋友
- 姬天語 饰琳達，虞美人公司的老闆特助，靳希的得力助手
- 吳迪飛 飾呂儉，庄羽學生，喜歡虞美人
- 安戈 饰 老李
- 劉傑毅 饰 虞美男，虞美人弟弟，喜歡李甜甜
- 葉可兒 饰 小芳，虞美人經紀人，後來叛變
- 高容方 飾 苟菲， 網名「夏梔」，星弗的新進美妝博主，常常針對虞美人，曾經是虞美人的同學，喜歡庄羽
- 崔奕 飾 馮翠翠，虞美人的媽媽，又稱「馮爾摩斯」，美人民宿的老闆娘
- 李曄 飾 虞大招，虞美人的爸爸，美人民宿的老闆，很聽老婆意見，常被叫「妻管嚴」
- 何澤遠 飾 大齊，庄羽的學生
- 鄒吉昕 飾 倪克，庄羽的學生
- 嘟嘟 飾 庄翙，庄羽的弟弟，喜歡模型，一開始喜歡跟虞美人作對，後來跟虞美人相處融洽

## 收視成績
- 2022年9月29日優酷站內熱度破9,000。

- 2022年10月4日優酷站內熱度破9,500。

- 2022年10月6日優酷站內熱度破10,000。成為優酷站內第六部熱度破萬的電視劇，首部熱度破萬的現偶劇。

## 争议
该剧女主角为鳥類學博士，男主角为植物學教授，剧中的生物学野外考察内容相关的服装、道具和剧情受到植物学者质疑，与科研实际情况不符。

## 电视节目的变迁
| 马来西亚 Astro 双星 HD 星期一至四 21:00 - 23:00 （两集连播） | 马来西亚 Astro 双星 HD 星期一至四 21:00 - 23:00 （两集连播） | 马来西亚 Astro 双星 HD 星期一至四 21:00 - 23:00 （两集连播） |
| ------------------------------------------------------------ | ------------------------------------------------------------ | ------------------------------------------------------------ |
|                                                              | 两个人的小森林 （2022年9月22日－2022年10月24日）             |                                                              |
| 冰雨火 （2022年8月18日－2022年9月19日）                      | 谢谢你医生 （2022年11月10日－2022年12月14日）                |                                                              |